# Légion internationale pour la défense territoriale de l'Ukraine
Pour les articles homonymes, voir Légion étrangère (homonymie) et Légion.
Ne doit pas être confondu avec Légion ukrainienne.
 (juin 2023).
La Légion internationale pour la défense territoriale de l'Ukraine (en ukrainien : Інтернаціональний легіон територіальної оборони України, Internatsionalny lehion terytorialnoï oborony Oukraïny) ou Légion étrangère ukrainienne, est une unité militaire de la légion étrangère volontaire de la force de défense territoriale ukrainienne numéro d'unité militaire A3449 créée par le gouvernement ukrainien à la demande du Président Volodymyr Zelensky pour combattre lors de l'invasion russe de l'Ukraine.
Le 6 mars 2022, selon le ministre ukrainien des Affaires étrangères Dmytro Kouleba, plus de vingt mille personnes de cinquante-deux pays se sont portées volontaires pour se battre pour l'Ukraine ; plusieurs milliers d'autres auraient rejoint les rangs après cette annonce. Il n'a pas mentionné le nom des pays d'origine des volontaires, affirmant que certains pays interdisent à leurs citoyens de se battre pour d'autres pays.

## Historique

### Comparaison des brigades Internationales
Nombreux sont les commentateurs qui comparent la Légion internationale ukrainienne aux Brigades internationales antifascistes organisées par le Komintern pendant la guerre civile espagnole (1936-1939),, pour soutenir la Seconde République espagnole.
D'autres commentateurs critiquent cette comparaison car reprenant « le récit du Kremlin, qui cherche à dépeindre « l'opération militaire spéciale » comme un effort pour « dénazifier » son voisin occidental ».
Les critiques visent également cette comparaison en soulignant les différences entre les Brigades internationales et la Légion internationale.
La plupart des volontaires partis pour l'Ukraine sont aguerris alors que les volontaires engagés en Espagne manquaient généralement d'expérience militaire et durent recevoir une formation dans les mouvements ouvriers ou la politique de gauche.

### Antécédents et bataillons de volontaires ukrainiens
La formation de la Légion internationale prend racine sur les bataillons de volontaires ukrainiens utilisés au début de la guerre du Donbass en 2014. Bien que ces unités aient été officiellement intégrées à l'armée ukrainienne, certaines unités telles que la Légion géorgienne jouirent d'une certaine autonomie au sein des forces armées.
Avant la mise en place de la formation de la Légion internationale, la Légion géorgienne est utilisée pour former des volontaires étrangers anglophones puisque l'unité communique en anglais. Kacper Rękawek, chercheur sur les combattants étrangers en Ukraine, pense que la majorité des combattants occidentaux qui se sont engagés avant l'invasion russe de l'Ukraine sont passés par la Légion géorgienne.
D'autres bataillons de volontaires étrangers dans l'armée ukrainienne comprennent le bataillon Djokhar Doudaïev et le bataillon Cheikh Mansour — tous deux formés par des Tchétchènes anti-russes et anti-Kadyrov, le groupe tactique « Belarus » (en) (formé par des Biélorusses anti-Loukachenko), et le bataillon Noman Çelebicihan, formé par des Tatars de Crimée opposés à l'annexion de la Crimée par la Russie.
Le bataillon de volontaires Azov, initialement formé par des Ukrainiens nationalistes et néo-nazis en réponse aux exactions du groupe Wagner, compte des combattants ayant généralement été recrutés auprès d'organisations étrangères néo-nazies et extrémistes similaires.
C'est aussi pourquoi les accords de Minsk signés en 2015 exigeaient le retrait des « mercenaires étrangers » des deux côtés du conflit russo-ukrainien.
Alors que Rękawek note que si la plupart des combattants étrangers qui s'étaient rendus en Ukraine en 2014 avaient des convictions politiques extrémistes, soutenant soit le bataillon Azov, soit les forces séparatistes russes dans le Donbass, les combattants étrangers ayant rejoint l'Ukraine au début de 2022 « ne semblent pas avoir de motivations idéologiques en tant que groupe ».

### Formation

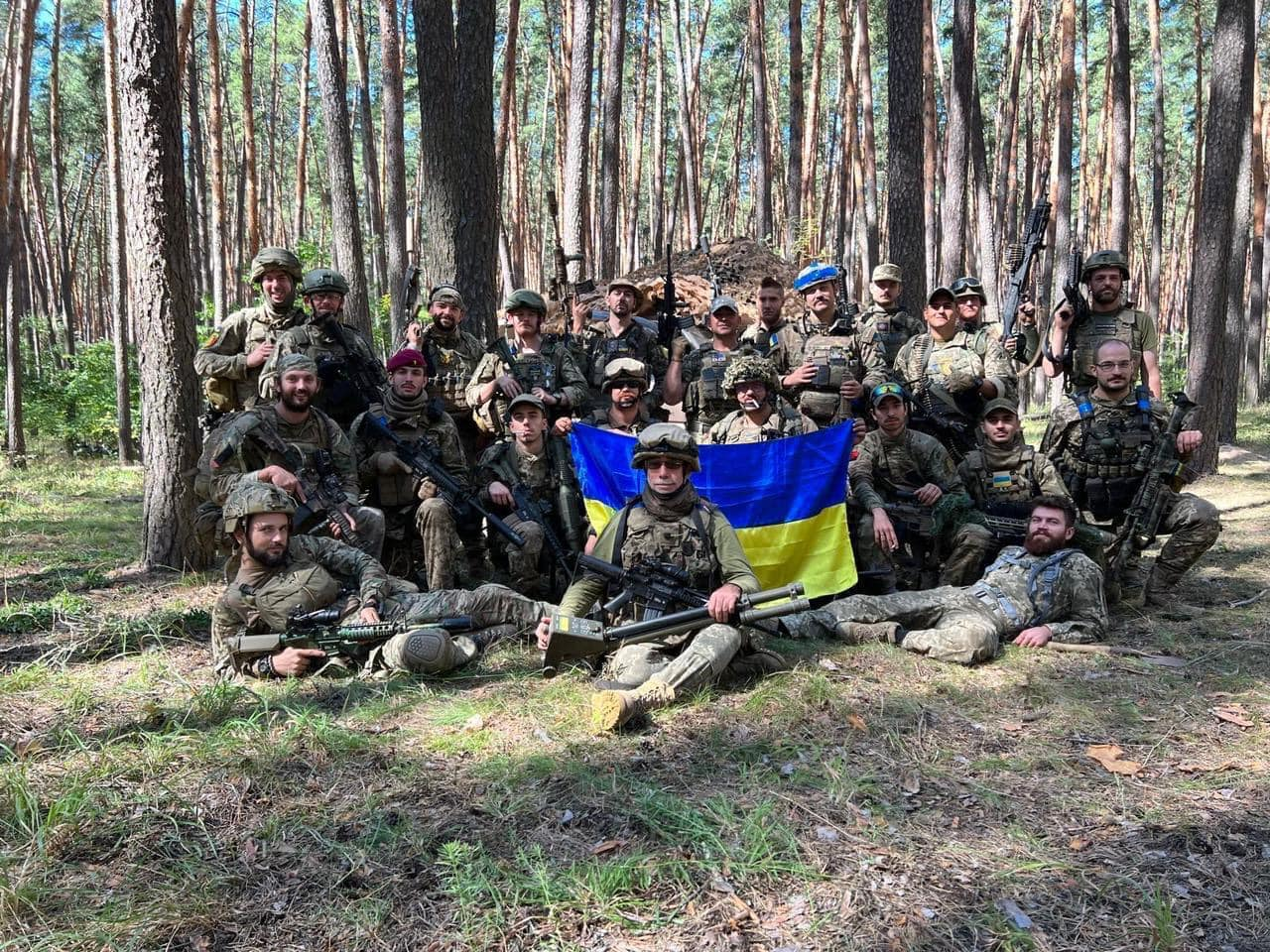
Soldats de la Légion internationale en 10 2022.

Sous la direction du Président Volodymyr Zelensky, la formation de cette unité est annoncée dans une déclaration du ministre ukrainien des Affaires étrangères Dmytro Kouleba le 27 février 2022, vers 11:00 locale. Elle est destinée à rejoindre les troupes de défense de l'Ukraine contre l'invasion russe de l'Ukraine en 2022. Kouleba en fit également la promotion sur le réseau Twitter, invitant les candidats à postuler et déclarant qu'« ensemble, nous avons vaincu Hitler, et nous vaincrons aussi Poutine ».
Le 7 mars, les forces armées ukrainiennes diffusent les premières images de soldats de la Légion internationale dans des tranchées à la périphérie de Kyïv et annonce chaque jour le transfert de nouveaux groupes sur les lignes de front.

## Engagements militaires

### Attaque de la base militaire de Yavoriv
Le 13 mars 2022, des missiles russes frappent la base militaire de Yavoriv près de la frontière polonaise. 35 personnes sont tuées et 134 autres blessées selon des responsables ukrainiens. Le ministère russe de la Défense annonce avoir tué « jusqu'à 180 mercenaires étrangers et détruit une importante cargaison d'armes étrangères ». Du côté des autorités ukrainiennes, les communiqués ne font état d'aucun étranger mort dans les rangs ukrainiens.
Cependant, jusqu'à mille étrangers se seraient entraînés dans cette base encadrés par la Légion étrangère ukrainienne. Un volontaire allemand (identifié uniquement sous le nom de Peter) affirme qu'environ huit cents à mille combattants se trouvaient à la base au moment de l'attaque russe, et il estime qu'environ cent sont décédés,. D'après un volontaire suédois, Marcus Fredriksson, la base a été totalement détruite.

### Bataille de Sievierodonetsk
Des soldats de la Légion internationale ont été envoyés en renfort sur le front est, dans le Donbass, pour participer à la bataille de Sievierodonetsk le 2 juin. Le 4 juin, l'objectif de l'unité est de servir de « troupe de choc » dans une contre-attaque pour reprendre l'autre moitié de la ville aux mains des russes,. Celle-ci rencontre un léger succès, or, l'armée ukrainienne est obligée de se replier quelques semaines plus tard en direction de Lyssytchansk sous la menace d'un encerclement,.

### Arrêt du recrutement
Le 1er avril 2022, l'Ukraine annonce l'arrêt temporaire du recrutement afin de trier les volontaires n'ayant aucune formation militaire. La citoyenneté ukrainienne pourra être accordée aux volontaires, lesquels doivent s'attendre à se voir retirer leur nationalité d'origine en raison d'une violation des lois.

## Entrainement et sélection
Ceux qui souhaitent rejoindre l'unité peuvent le faire en contactant l'attaché de défense de l'ambassade d'Ukraine dans leurs pays respectifs. Un site Web est également créé pour recruter des étrangers. L'effort de lever une Légion internationale de défense territoriale de l'Ukraine ressemble aux efforts de Kyïv pendant et depuis les hostilités de 2014 dans le Donbass et la guerre russo-ukrainienne pour recruter des bataillons de volontaires étrangers.
Les critères énumérés pour l'adhésion comprennent une expérience militaire ou médicale antérieure et la soumission de documents comme preuve de service militaire au fonctionnaire du ministère de la Défense à l'ambassade d'Ukraine. Il est demandé aux postulants de ne pas apporter leurs propres armes en Ukraine. Cependant, la plupart des volontaires arrivant à Lviv et ayant postulé ont été acceptés.
Le premier vice-ministre ukrainien de l'Intérieur, Yevhen Yenin (en), annonce en mars 2022 que les volontaires de la Légion internationale seront éligibles à la citoyenneté ukrainienne s'ils le souhaitent. La période de probation nécessaire est la durée de la guerre.
Un volontaire britannique affirme que le contrat requis limite le salaire à sept mille hryvnias par mois (deux-cent-trente dollars) et se prolonge pendant toute la durée de la guerre, bien que certains volontaires aient été autorisés à partir après avoir signé.
La formation initiale et la sélection des volontaires conduit à des performances « inégales ». L'admission initiale a déjà été rejetée par les autorités ukrainiennes ; un général ukrainien anonyme déclare notamment : « nous ne devrions prendre que des anciens combattants expérimentés — c'est la leçon que nous apprenons... les autres ne savent pas dans quoi ils s'embarquent — et quand ils s'en rendent compte, ils veulent rentrer chez eux ».

## Forces en présence
Kacper Rękawek souligne que le grand nombre de volontaires annoncé par l'Ukraine sont principalement « des personnes qui ont postulé en ayant contacté l'ambassade ukrainienne » et pas nécessairement le nombre de combattants étrangers en Ukraine.
Selon le Président Zelensky, seize mille volontaires étrangers ont tenté de rejoindre la Légion au 3 mars 2022,. Selon le ministre des Affaires étrangères ukrainien, au 6 mars 2022, il y avait vingt-mille volontaires étrangers, avec et sans expérience militaire, provenant de cinquante-deux pays qui auraient rejoint les forces ukrainiennes, s'ajoutant aux cent quarante-trois-mille expatriés ukrainiens revenant pour combattre d'après un communiqué des garde-frontières ukrainiens. Il n'a pas mentionné les pays d'origine des volontaires, affirmant que certains pays interdisent à leurs citoyens de se battre pour d'autres pays. Il n'a pas non plus précisé combien de volontaires étrangers sont arrivés en Ukraine.

### Reconnaissance par le gouvernement des ressortissants servant dans la Légion internationale
Début mars 2022, un conseiller du gouvernement français confirme qu'une douzaine de ressortissants français se trouvent en Ukraine et ont probablement rejoint la Légion internationale.
La première photo publiée par les Forces armées ukrainiennes de la Légion internationale comprend des citoyens américains, mexicains, britanniques, indiens, suédois et lituaniens. Le ministère ukrainien des Affaires étrangères confirme l'identité et les antécédents d'un volontaire belge et d'un volontaire finlandais par le biais d'entretiens vidéos sur son compte Twitter,.
Le 9 mars 2022, selon le National Post, un représentant anonyme de la Légion internationale de défense territoriale de l'Ukraine confirme que 550 Canadiens font actuellement partie de la Brigade canadienne ukrainienne combattant en Ukraine.
La ministre belge de la Défense Ludivine Dedonder confirme le 15 mars 2022 qu'un soldat belge a démissionné pour rejoindre la Légion internationale et qu'un autre soldat belge a déserté pour s'enrôler au sein de cette même unité.

Insignes de l'unité par ordre chronologique.
2022
fin 2023.
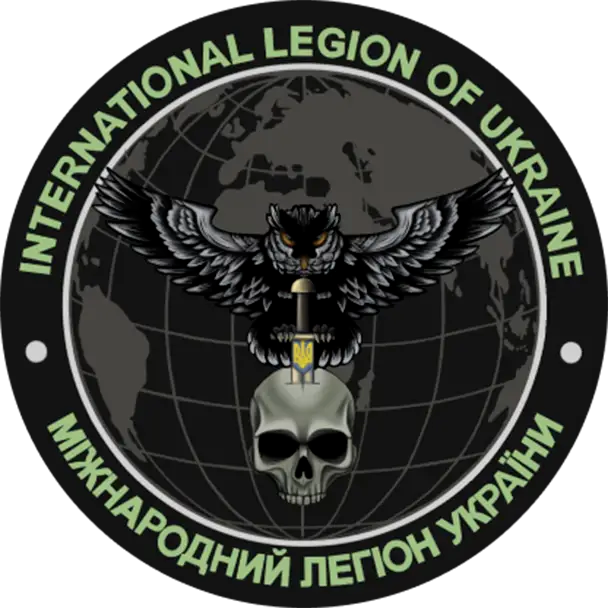
Insigne de l'unité A3449 du GUR

## Structure
Pour la liste des bataillons étrangers de la guerre du Donbass, voir Bataillons de volontaires ukrainiens.
Certains reportages rapportent que Mamouka Mamoulachvili, commandant de la Légion géorgienne, commande tout ou partie de la Légion internationale, mais aucune source ukrainienne officielle n'a confirmé de commandant à la tête de l'unité.
- 1re légion internationale - formée le 27 février 2022[51],[52],[53]
  -  "Team spook international legion", groupe de combat spécial composé de volontaires tchèques, allemands et autres[53]
  - Compagnie Bravo 2[53]
- 2e légion internationale (uk) - formée le 1er octobre 2022[52]
- 3e bataillon d'opérations spéciales[52],[54]
  - Bataillon Omega : composé d'Américains, dont plusieurs vétérans d'Afghanistan et d'Irak et d'anciens soldats des forces spéciales stationnés en Corée du Sud[54].
  - Bataillon « Touran » l’unité est constituée de groupes ethniques turcophones du Caucase, d’Asie centrale et de la fédération de Russie, ainsi que de Ouïghours chinois. Le bataillon est dirigé par un réfugié du Kirghizistan, Almaz Kudabek[55],[54]
  - International Battalion : composé de Brésiliens, Portugais, Espagnols, Italiens, Français et autres[54]
- 4e légion internationale[52]
- Corps musulman « Caucase »
- Légion nationale arménienne (uk)[56]
  - bataillon Bolivar : Se compose de volontaires de pays d'Amérique du Sud tels que la Colombie, le Venezuela, l'Équateur et l'Argentine. Il y a aussi des Ukrainiens, des Américains et des Australiens[57],[58].

- Brigade canado-ukrainienne (en) composée de volontaires canado-ukrainiens et canadiens[49],[59]. Unité de soutien non combattante d'assistance aux Canadiens combattant dans l'armée d'Ukraine[52].
- Légion croate (uk)
- bataillon Khamzat Gelayev (uk) bataillon tchétchène formé en 2022[52]

- Compagnie bachkir (uk) volontaires des républiques de Bachkirie, du Tatarstan, d'Oudmourtie, du kraï de Perm et des oblasts de Tcheliabinsk, Orenbourg, Sverdlovsk et Kourgan, ainsi que du Kazakhstan et d'Ouzbékistan[55].
- Bataillon Sibir : Russes de Touva , Khakassie , Bouriatie , Yakoutie , Omsk , Tioumen et d'autres régions de Sibérie[60],[61].
- Bataillon Noman Çelebicihan

- Légion tchèque[52]

### Unités transférées au GUR
Une partie des unités de la légion a été transférée sous le commandement de la Direction générale du renseignement du ministère de la Défense ukrainien. La légion est réorganisée en forces spéciales regroupées dans l'unité A3449. Ce régiment est séparé de la légion régulière mais recrute dans la force.
- Régiment Kastous-Kalinowski — composé de volontaires biélorusses[63],[59], formé à partir du  Groupe tactique "Biélorussie" (en) en mars 2022.
- Légion géorgienne — composée de volontaires majoritairement géorgiens avec une minorité de volontaires anglophones[9],[59].
- Légion « Liberté de la Russie » — transfuges des forces armées russes[64],[59]
  -  Pont Noir ,groupe partisan de la branche militaire de l’opposition russe Pont Noir (en)
- Corps des volontaires russes
- Corps des volontaires biélorusses (en)
  -  bataillon Terreur (en)[65]

- Corps de volontaires allemands (uk) (Deutsche Freiwilligen Korps)
- Corps des volontaires polonais
- Bataillon Cheikh Mansour — composé principalement de volontaires tchétchènes[66],[59].
- bataillon de volontaires « Imam Shamil » (uk), volontaires du Daghestan formé le 1er octobre 2022[52]
- Bataillon national carélien (en), formé en janvier 2023[52], composés de Finlandais et de Caréliens.
- Bataillon spécial d'Itchkérie (ministère de la Défense de la République tchétchène d'Itchkérie)[52]
- Bataillon Djokhar Doudaïev — composé principalement de volontaires tchétchènes, dont beaucoup ont combattu pendant la première et la seconde guerre de Tchétchénie aux côtés de la république d'Itchkérie[67],[59].

### Unités transférées dans l'Armée et au Ministère de l'intérieur
- Brigade Norman (en) composée d'anciens soldats canadiens (le nom serait lié aux origines franco-canadiennes et normandes du fondateur de la brigade)[68]. Transférés à la 126e brigade de défense territoriale puis dans l'armée des volontaires ukrainiens, ensuite au 253e bataillon d'assaut « Arey » (uk) de la 129e brigade de défense territoriale[69].
- Légion Caucasienne - La Légion du Caucase est un groupe de combat de volontaires du Caucase formé en juin 2022. L'unité se compose de plusieurs équipes indépendantes, dont une unité d'ingénierie et d'artillerie lourde. En septembre 2023, il a été révélé que l'unité avait rejoint les rangs de la 56e brigade motorisée.
- Bataillon de volontaires « Crimée » (en) : unité entièrement musulmane, comprenant des tatars de Crimée et des vétérans syriens anti-Assad. Devient une compagnie du Bataillon Dnipro-1 de la brigade Liout des Patrouille de police spéciale.
- 1re compagnie d'assaut amphibie « Biélorussie » (en) transféré à la 79e brigade d'assaut aérien

### Groupes ne formant pas d'unité constituée et répartis dans différentes unités ukrainiennes
- Task Force Baguette composée de combattants français et américains et créée en avril 2022[70]'[71],[59].

### Unités dissoutes
- Régiment Pahonie — composée de volontaires biélorusses[72],[73] L'unité a été absorbée par le régiment Kalinouski début juillet 2023[52]
- Groupe Mozart[74] volontaires américains. Dissoute début 2023 pour se consacrer à l'instruction militaire.
- 1er bataillon Vovkodav[52] composé d'Américains, d'Azéris, d'Autrichiens, de Britanniques, de Grecs, d'Irlandais, de Croates, de Brésiliens, de Marocains, de Taïwanais et de Japonais. Devient le 1er bataillon de la Légion Internationale

## Réaction russe
Le 3 mars 2022, le porte-parole du ministère russe de la Défense, Igor Konachenkov, avertit que si des troupes étrangères sous commandement ukrainien devaient être capturées, elles ne seraient traitées avec aucune humanité, ni n'obtiendraient le statut de prisonnier de guerre,. La Russie est signataire de certaines parties seulement de la Troisième convention de Genève.
Inversement, le 11 mars 2022, Moscou annonce que seize mille volontaires du Moyen-Orient sont prêts à rejoindre les séparatistes du Donbass, le groupe Wagner ayant déjà revendiqué avoir recruté plus de quatre mille Syriens. Une vidéo mise en ligne montre des groupes paramilitaires de République centrafricaine appelant aux armes pour combattre en Ukraine avec les troupes russes.
Le 13 mars 2022, l'attaque de la base militaire de Yavoriv près de la frontière polonaise, aurait tué des recrues étrangères.
Le 14 mars, selon l'Observatoire syrien des droits de l'homme, plus de quarante mille Syriens se seraient inscrits pour combattre en Ukraine pour le compte de la Russie. Des avis de recrutement auraient été envoyés à la milice Al-Qatarji, qui avait servi d'intermédiaire entre le gouvernement syrien et le groupe État islamique dans le passé.
Le 18 mars, le Hezbollah publie une déclaration démentant les rumeurs selon lesquelles le groupe permettrait à ses combattants d'aider les forces russes en Europe.

## Résumé des réponses officielles des gouvernements internationaux
| Pays              | Position officielle sur la Légion internationale | Ref               | Légalité de l'enrôlement dans la légion internationale                                 |
| ----------------- | --- | ----------------- | -------------------------------------------------------------------------------------- |
| Afrique du Sud    | La légalité de l'enrôlement dans la Légion internationale n'est pas claire en vertu de la loi sud-africaine. | [ 84 ]            | pas clair                                                                              |
| Algérie           | L'Algérie décourage ses citoyens de s'enrôler. | [ 85 ]            | découragé                                                                              |
| Allemagne         | L'Allemagne permet à ses citoyens de s'enrôler dans la Légion internationale. | [ 86 ]            | légal                                                                                  |
| Australie         | L'Australie décourage ses citoyens de s'enrôler, la légalité du volontariat dans la loi australienne n'étant pas claire. | [ 87 ]            | pas clair et découragé                                                                 |
| Autriche          | Selon la loi autrichienne, il est illégal pour les citoyens autrichiens de s'enrôler dans la Légion internationale. | [ 88 ]            | illégal                                                                                |
| Biélorussie       | Il est illégal pour les citoyens biélorusses de s'enrôler dans la Légion internationale. Cependant, la chef de l'opposition biélorusse, en exil en Pologne, Svetlana Tikhanovskaïa, soutient l'enrôlement des Biélorusses dans la Légion internationale. | [ 89 ]            | illégal                                                                                |
| Belgique          | La Belgique décourage ses citoyens de s'enrôler. Cependant, il est légal pour les citoyens belges de s'enrôler en vertu de la loi belge. | ,                 | légal découragé                                                                        |
| Cambodge          | Le Cambodge décourage ses citoyens de s'enrôler. | [ 92 ]            | découragé                                                                              |
| Canada            | Le Canada permet à ses citoyens de s'enrôler dans la Légion internationale. Cependant, la loi canadienne peut techniquement interdire de rejoindre une armée en guerre avec un « État ami ». | ,                 | légal                                                                                  |
| Croatie           | La Croatie permet à ses citoyens de s'enrôler dans la Légion internationale. | [ 94 ]            | légal                                                                                  |
| Corée du Sud      | Selon la loi sud-coréenne, il est illégal pour les citoyens sud-coréens de s'enrôler dans la Légion internationale. | [ 95 ]            | illégal                                                                                |
| Danemark          | Le Danemark permet à ses citoyens de s'enrôler dans la Légion internationale. | [ 87 ]            | légal                                                                                  |
| Estonie           | Le parlement estonien débat, depuis mars 2022, de l'opportunité d'autoriser ses citoyens à s'enrôler dans la Légion internationale. | [ 96 ]            | débatu                                                                                 |
| États-Unis        | Les États-Unis découragent leurs citoyens de s'enrôler dans la Légion internationale. La loi américaine interdit « à un groupe organisé en expédition militaire de partir des États-Unis pour agir en tant que force militaire contre une nation avec laquelle les États-Unis sont en paix », mais n'« empêche pas des individus de quitter les États-Unis pour combattre pour une cause en laquelle ils croient. » | [réf. nécessaire] | illégal mais n'empêche pas                                                             |
| Finlande          | La Finlande décourage ses citoyens de s'enrôler. | [ 97 ]            | découragé                                                                              |
| France            | La France permet à ses citoyens de s’enrôler dans la Légion internationale sauf s’ils sont déjà militaires employés par l’armée française. | [ 98 ]            | légal                                                                                  |
| Géorgie           | La Géorgie décourage ses citoyens de s'enrôler. | [ 99 ]            | découragé                                                                              |
| Inde              | Il est illégal pour les citoyens indiens de s'enrôler dans la Légion internationale en vertu de la loi indienne. | [ 100 ]           | illégal                                                                                |
| Indonésie         | Selon la loi indonésienne, il est illégal pour les citoyens indonésiens de s'enrôler dans la Légion internationale. | [ 101 ]           | illégal                                                                                |
| Italie            | Il est illégal pour les citoyens italiens de s'enrôler dans la Légion internationale en vertu de la loi italienne. | [ 102 ]           | illégal                                                                                |
| Japon             | Le Japon décourage ses citoyens de s'enrôler et la légalité des citoyens japonais qui s'enrôlent n'est pas claire en vertu de la loi japonaise. | [ 103 ]           | découragé et le statut des volontaires n'est pas clair                                 |
| Kosovo            | Il est illégal pour les citoyens du Kosovo de s'enrôler dans la Légion internationale en vertu de la loi du Kosovo. | [ 104 ]           | illégal                                                                                |
| Lettonie          | La Lettonie permet à ses citoyens de s'enrôler dans la Légion internationale. | [ 87 ]            | légal                                                                                  |
| Macédoine du Nord | Il est illégal pour les citoyens macédoniens de s'enrôler dans la Légion internationale en vertu de la loi macédonienne. | [ 104 ]           | illégal                                                                                |
| Moldavie          | La Moldavie décourage ses citoyens de s'enrôler dans la Légion internationale. | [ 105 ]           | découragé                                                                              |
| Monténégro        | Il est illégal pour les citoyens monténégrins de s'enrôler dans la Légion internationale en vertu de la loi monténégrine. | [ 106 ]           | illégal                                                                                |
| Nouvelle-Zélande  | La Nouvelle-Zélande décourage ses citoyens de s'enrôler. Cependant, il est légal pour les Néo-Zélandais de s'enrôler dans la Légion internationale en vertu de la loi néo-zélandaise. | [ 107 ]           | légal découragé                                                                        |
| Nigeria           | Le Nigéria interdit à ses citoyens de s'enrôler dans la Légion internationale. | [ 85 ]            | illégal                                                                                |
| Ouzbékistan       | Il est illégal pour les citoyens ouzbeks de s'enrôler dans la Légion internationale. | [ 108 ]           | illégal                                                                                |
| Pakistan          | Le Pakistan décourage ses citoyens de s'enrôler dans la Légion internationale. | [ 108 ]           | découragé                                                                              |
| Pays-Bas          | Les Pays-Bas découragent leurs citoyens de s'enrôler et il est illégal pour les soldats néerlandais actifs de s'enrôler dans la Légion internationale en vertu de la loi néerlandaise. | [ 109 ]           | découragé pour les citoyens et illégal pour les soldats actifs                         |
| Pologne           | Les citoyens polonais qui souhaitent s'enrôler dans la Légion internationale ou dans toute autre armée étrangère doivent recevoir l'approbation du ministre polonais de la Défense nationale. | [ 110 ]           | légal mais doivent recevoir l'approbation du ministre polonais de la Défense nationale |
| Royaume-Uni       | Il est illégal pour les citoyens du Royaume-Uni de s'enrôler dans la Légion internationale en vertu de la loi britannique. Cependant, la dernière poursuite pour violation de la loi remonte à 1896 et le gouvernement n'a pas menacé son application depuis la guerre civile espagnole. | ,                 | illégal mais quasiment pas de poursuite                                                |
| Russie            | La Russie déclare que les combattants étrangers sont des combattants illégaux n'ayant droit à aucune protection en vertu des Conventions de Genève, que les combattants étrangers capturés ne se verront pas accorder le statut de prisonnier de guerre et que tout combattant étranger capturé sera poursuivi en tant que mercenaire.                                                                              | [ 76 ]            | pas de commentaire pour ses citoyens                                                   |
| Sénégal           | Il est illégal pour les citoyens sénégalais de s'enrôler dans la Légion internationale en vertu de la loi sénégalaise. | [ 111 ]           | illégal                                                                                |
| Serbie            | Selon la loi serbe, il est illégal pour les citoyens serbes de s'enrôler dans la Légion internationale.. | [ 112 ]           | illégal                                                                                |
| Singapour         | Il est illégal pour les citoyens singapouriens de s'enrôler dans la Légion internationale en vertu de la loi singapourienne. | [ 113 ]           | illégal                                                                                |
| Slovaquie         | Il est illégal pour les citoyens slovaques de s'enrôler dans la Légion internationale en vertu de la loi slovaque sans un permis de la République slovaque. | [ 114 ]           | illégal                                                                                |
| Suède             | La Suède permet à ses citoyens de s'enrôler dans la Légion internationale. | [réf. nécessaire] | légal                                                                                  |
| Suisse            | Il est illégal pour les citoyens suisses de s'enrôler dans la Légion internationale en vertu du droit suisse. | [ 115 ]           | illégal                                                                                |
| Taïwan            | Taïwan décourage ses citoyens de s'enrôler. | [ 116 ]           | découragé                                                                              |
| Tchéquie          | La Tchéquie permet à ses citoyens de s'enrôler dans la Légion internationale. | [ 117 ]           | légal                                                                                  |
| Thaïlande         | La Thaïlande décourage ses citoyens de s'enrôler. Cependant, il est légal pour les citoyens thaïlandais de s'enrôler en vertu de la loi thaïlandaise. | ,                 | légal découragé                                                                        |
| Turquie           | La Turquie a refusé de commenter l'enrôlement de ses citoyens dans la Légion internationale. | [ 104 ]           | pas de commentaire                                                                     |
| Viêt Nam          | Il est illégal pour les citoyens vietnamiens de s'enrôler dans la Légion internationale. | [ 92 ]            | illégal                                                                                |

## Réponses internationales

### Afrique du Sud
Il n'est pas clair si le volontariat pour le service militaire à l'étranger est illégal en vertu de la loi sud-africaine. La loi de 1998 sur la réglementation de l'assistance militaire étrangère est adoptée pour « réglementer l'assistance militaire étrangère » par les Sud-Africains, mais est largement qualifiée de « projet de loi sur les mercenaires » ciblant les anciens soldats de l'apartheid travaillant comme mercenaires. La loi de 2006 sur l'interdiction des activités mercenaires et la réglementation de certaines activités dans les pays en conflit armé a modifié le projet de loi, mais semble n'avoir jamais été appliquée.
Le 11 mars 2022, le pays est dans l'attente d'une décision judiciaire du Département des relations internationales et de la coopération sur la question du recrutement de masse par l'Ukraine de volontaires Sud-Africains pour la Légion internationale. L'ambassadrice d'Ukraine en Afrique du Sud, Liubov Abravitova déclare au Cape Town Press Club, le 11 mars, que toute personne souhaitant rejoindre le combat de l'Ukraine contre la Russie est la bienvenue. L'ambassade à Pretoria aurait reçu des centaines de demandes de volontariat de la part de personnes de toute la région, notamment de Madagascar, de Maurice, du Zimbabwe, de Namibie, de Zambie et du Botswana.

### Albanie
Mamouka Mamoulachvili, commandant des volontaires étrangers en Ukraine, déclare dans une interview accordée à Euronews Albanie le 3 mars 2022 que deux Albanais ont rejoint la Légion internationale. L'unité attend l'arrivée d'environ 20 à 30 autres volontaires albanais qui ont demandé à rejoindre la lutte contre les Russes.

### Algérie
Début mars 2022, le gouvernement algérien a appelé l'Ukraine à ne pas enrôler de combattants de leur pays.

### Allemagne
Le 2 mars, la ministre de l'Intérieur Nancy Faeser et le ministre de la Justice Marco Buschmann déclarent que le gouvernement fédéral n'empêche pas ses propres citoyens de se rendre en Ukraine pour combattre dans la guerre. Ces personnes ne feront pas non plus face à des poursuites pénales. Cela s'applique aux missions potentielles pour les Ukrainiens et les Russes. La police fédérale allemande précise qu'elle ne laissera pas les militants d'ultra-droite rejoindre l'Ukraine.

### Argentine
Début mars 2022, l'ambassade d'Ukraine à Buenos Aires poste un appel sur ses réseaux sociaux pour recruter des citoyens argentins souhaitant rejoindre la Légion internationale.

### Australie
Le 28 février 2022, interrogé sur le volontariat des Australiens pour l'Ukraine, le Premier ministre australien Scott Morrison déclare aux journalistes « Je déconseille aux citoyens Australiens d'y aller » et « je dirai à ce moment où la légalité de telles actions est incertaine en vertu de la loi australienne. »[pas clair]

### Autriche
La loi autrichienne stipule que tout citoyen qui entre dans les services militaires d'un pays étranger voit sa citoyenneté révoquée. En mars 2022, le porte-parole du ministère de l'Intérieur, Harald Soeroes, confirme que le gouvernement a l'intention de poursuivre en justice tout contrevenant à la loi.

### Biélorussie

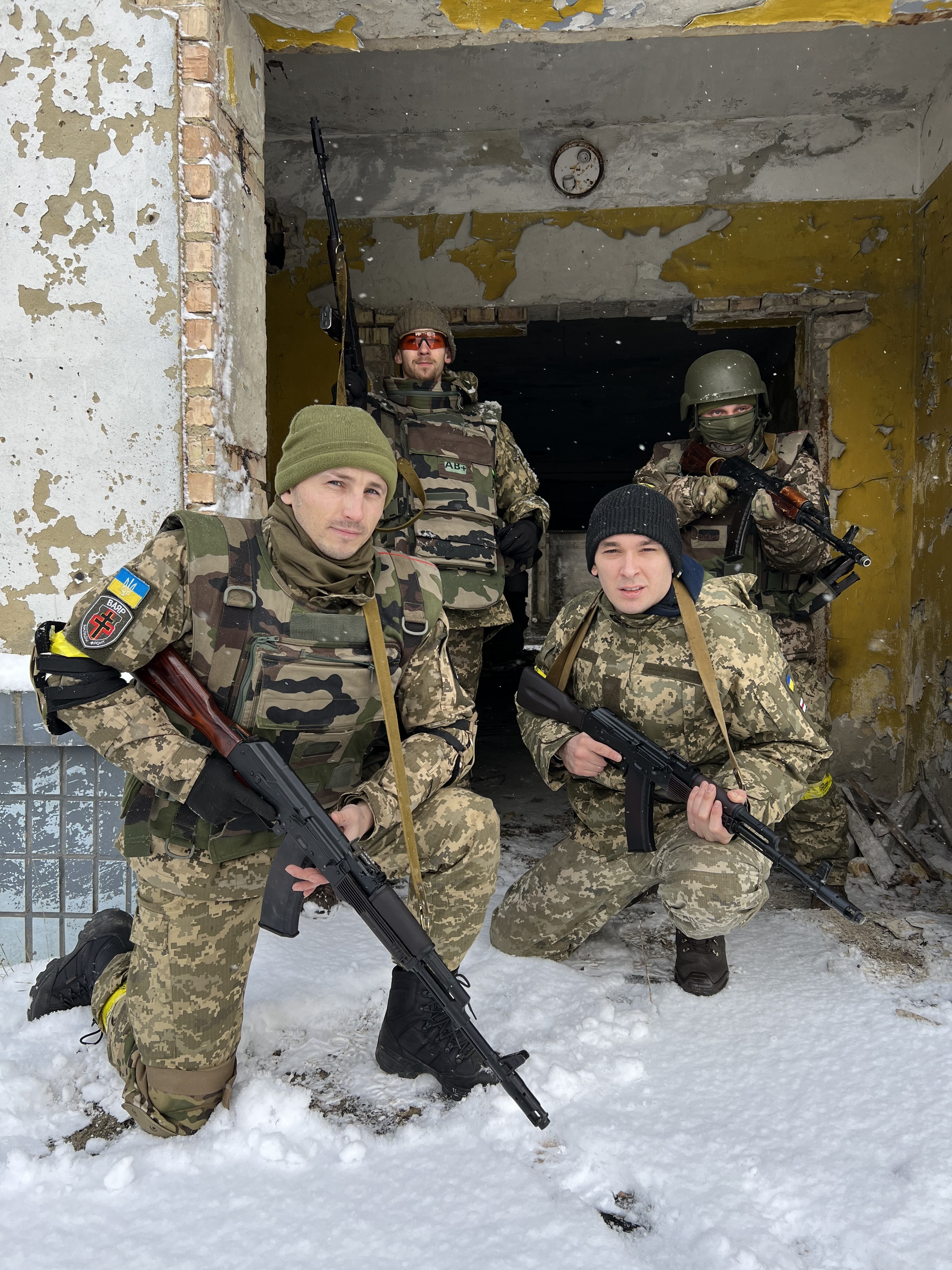
Volontaires biélorusses en mars 2022.

Le 9 mars 2022, selon Euroradio.fm, des Biélorusses en Ukraine ont formé le bataillon Kalinouski, du nom de Kastous Kalinowski, comprenant deux cents volontaires actuellement en Ukraine et trois cents autres volontaires potentiels.
À compter du 30 mars 2022, davantage de volontaires biélorusses sont affectés à une nouvelle unité de volontaires appelée régiment Pahonie,.

### Belgique
Le 7 mars 2022, le magazine Time rapporte que la Belgique dissuade ses vétérans de rejoindre la Légion internationale.
L'ambassade d'Ukraine à Bruxelles confirme le 15 mars le départ de 18 résidents belges vers l'Ukraine en vue d'un enrôlement dans la Légion étrangère, tandis que 92 autres ont manifesté leur intérêt à rejoindre l'Ukraine.

### Brésil
Au 6 mars, environ cinq cents Brésiliens se mobilisent sur WhatsApp, Telegram et les réseaux sociaux pour s'enrôler. L'ambassade d'Ukraine au Brésil déclare qu'« elle ne fait pas campagne pour rejoindre cette formation militaire ». Les coûts peuvent atteindre mille cinq cents dollars par personne, y compris les billets d'avion et la documentation. Plus de six cents mille personnes d'origine ukrainienne vivent au Brésil.

### Bulgarie
Un citoyen bulgare a déclaré son intention de se rendre en Ukraine pour rejoindre la Légion internationale, selon le journal Telegraph. L'annonce a été faite sur Twitter par sa connaissance. Selon lui, d'autres compatriotes ont l'intention de se battre au service de l'Ukraine.

### Cambodge
Début mars 2022, le Premier ministre cambodgien Hun Sen exhorte les Cambodgiens à ne pas se rendre en Ukraine et à se battre avec les Ukrainiens dans la légion.

### Canada
La loi de 1937 sur l'enrôlement à l'étranger, promulguée pendant la guerre civile espagnole, interdit aux Canadiens de se joindre à une force de volontaires étrangers contre les alliés du Canada. En mars 2022, la ministre de la Défense nationale Anita Anand note que « la légalité de la situation est indéterminée pour le moment ». Le gouvernement annonce qu'il appartient à chaque Canadien de décider s'il souhaite adhérer à cette unité tout en « respectant les choix de chacun »,, bien que le gouvernement « ne facilite pas » les Canadiens cherchant à rejoindre la Légion internationale.
L'un des groupes de volontaires, la brigade canado-ukrainienne, affirme avoir recruté au moins six cents personnes. Le Canada abrite la deuxième plus grande population de la diaspora ukrainienne après la Russie. Wali, célèbre tireur d'élite du Royal 22e régiment originaire de Montréal, rejoint l'Ukraine pour lutter contre la Russie ; il est considéré comme l'un des meilleurs tireurs d'élite du monde,. En raison du nombre élevé de volontaires canadiens, un bataillon canadien distinct au sein de la Légion a été créé pour éviter les barrières linguistiques et les problèmes de logistique.

### Chine
Un citoyen chinois résidant en Ukraine, dont il n'a pas révélé l'identité, a affirmé s'être enrôlé dans la Légion internationale, tout en appelant ses compatriotes à cesser de soutenir la Russie.

### Colombie
Le 4 mars 2022, selon le journal colombien El Espectador, au moins 50 anciens soldats colombiens rejoindront la Légion internationale en Ukraine. El Espectador réussit à entrer en contact avec l'un des anciens soldats colombiens, identifié comme Camilo Sánchez, qui déclara dans l'interview avoir contacté un responsable militaire ukrainien pour s'enrôler en compagnie d'un groupe d'anciens soldats.

### Corée du Sud
En mars 2022, le gouvernement sud-coréen adopte une position ambiguë avec le ministère de la Justice et le ministère de la Défense nationale déclarant qu'ils « n'ont rien de particulier à commenter » quant à savoir si les citoyens sud-coréens peuvent se porter volontaires pour rejoindre le combat en Ukraine.
Des avertissements sont émis concernant les répercussions personnelles puisque l'Ukraine est actuellement sur la liste d'interdiction de voyage. L'intrusion sans autorisation dans une zone d'interdiction de voyage de niveau 4 est une violation de la loi coréenne sur les passeports, entraînant une peine maximale d' (?) an d'emprisonnement ou une amende maximale de 10 millions de ₩ (7 551 € environ). Le gouvernement rappelle également à la population que le devoir de défense du pays passe avant tout et que tout homme sud-coréen de moins de 25 ans qui s'enrôle dans l'armée ukrainienne sans avoir effectué son service national peut être poursuivi pour avoir enfreint l'article 70 de la loi sur le service militaire de trois ans, à moins qu'ils n'obtiennent l'autorisation du commissaire de l'administration du personnel militaire. Certains experts juridiques avertissent également d'un danger quant à rejoindre des mercenaires à l'étranger, dans un contexte de terrorisme.
Cependant, d'autres éminents experts juridiques fournissent des conseils très différents au gouvernement, défendant les Forces armées ukrainiennes, des exemptions peuvent alors s'appliquer lorsqu'il s'agit d'« aide humanitaire urgente » même dans les zones de conflit. Les citoyens voulant rejoindre la Légion internationale peuvent être autorisés à condition de signaler « une expérience de travail à l'étranger ». Un communiqué du gouvernement conseille aux citoyens sud-coréens de ne pas se porter volontaires, tout en laissant entendre qu'il n'interdira le départ de citoyens pour l'Ukraine.
Le 7 mars 2022, l'ambassade d'Ukraine à Séoul annonce avoir reçu une centaine de candidatures de volontaires sud-coréens. Diverses sources d'information affirment qu'une équipe bien connue de Navy SEAL sud-coréenne est déjà en train de combattre en Ukraine,. L'ambassade d'Ukraine refuse de communiquer le nombre de volontaires sud-coréens engagés dans le conflit russo-ukrainien, invoquant des « raisons de sécurité ».

### Croatie
La loi croate pénalise l'organisation du départ ou la guerre dans un autre pays si cela viole l'ordre constitutionnel de ce pays, porte atteinte à l'intégrité territoriale du pays et si un volontaire y va en tant que mercenaire.

#### Guerre du Donbass
Selon le cite web Balkan Insight, vingt à trente Croates ont rejoint le régiment Azov pour combattre dans la guerre du Donbass en 2014-2015.
L'envoyé militaire croate à Moscou Željko Akrap est convoqué au ministère russe de la Défense les 2 et 3 février à la suite d'allégations selon lesquelles deux cents volontaires croates auraient rejoint l'armée ukrainienne.

#### Invasion russe de l'Ukraine
Le 27 février, le Premier ministre croate Andrej Plenković commente le possible départ de volontaires croates vers l'Ukraine après l'annonce de la formation de la Légion internationale, déclarant que « chaque départ vers l'Ukraine est un acte d'individus qui en assument la responsabilité personnelle ».
Le 28 février, Dnevnik.hr et Balkan Insight rapportent que des volontaires croates combattent déjà en Ukraine, de nombreux autres ayant l'intention de les rejoindre. Certains volontaires citent la rapidité de l'Ukraine à reconnaître l'indépendance de la Croatie en 1991 comme casus belli pour rejoindre la lutte,.

### Cuba
L'ambassade d'Ukraine à La Havane a tenté de recruter des volontaires pour la Légion internationale en mars 2022.

### Danemark
Le Premier ministre Mette Frederiksen annonce le 27 février 2022 que le volontariat est « un choix que tout le monde peut choisir ».

### Équateur
Le consul honoraire d'Ukraine en Équateur annonce le 8 mars 2022 qu'environ 850 Équatoriens ont contacté le consulat. L'ambassade d'Ukraine à Lima tente de recruter des volontaires souhaitant rejoindre la Légion internationale.

### Espagne
Le 7 mars 2022, le magazine Time rapporte que des ressortissants espagnols s'étaient enrôlés au consulat ukrainien à Barcelone.

### Estonie
Les groupes parlementaires du Riigikogu estonien débattent actuellement de l'opportunité d'autoriser les citoyens estoniens à se porter volontaires pour se battre pour l'Ukraine.
D'après le ministre de la Justice Maris Lauri, la loi estonienne est confuse pour ce qui concerne le service dans une armée étrangère. D'après les lois estoniennes, personne ne peut être jugé après avoir servi dans un pays étranger. « Nous n'avons pas une seule clause qui stipule qu'une personne doit être punie ou qu'elle doit par exemple obtenir une autorisation ou qu'elle doit passer par une sorte de procédure pour se porter volontaire », a-t-il ajouté.
Le ministre de la Justice note cependant qu'il existe des règles selon lesquelles lorsqu'un volontaire rejoint l'armée d'un autre pays pour combattre, il doit en informer l'État et obtenir une autorisation spécifique pour le faire. Si quelqu'un décide de rejoindre les forces russes, le volontaire s'expose à des poursuites.

### États-Unis
Le département d'État des États-Unis publie un communiqué recommandant formellement à tous les Américains de ne pas se rendre en Ukraine. Le Neutrality Act des années 1930, une série de lois fédérales dont les dispositions restent en vigueur en mars 2022, interdit aux citoyens américains de prendre les armes contre tout pays en paix avec les États-Unis. On ne sait pas si le Congrès des États-Unis adoptera une loi pour lever cette restriction en ce qui concerne le conflit en Ukraine.
Le 3 mars 2022, l'ambassade d'Ukraine à Washington DC annonce que trois mille citoyens américains s'étaient inscrits pour du volontariat. Le 10 mars 2022, l'ambassade annonce l'inscription de six mille citoyens américains. Cependant, au 10 mars, seuls cent volontaires ont reçu une réponse positive.
La première photo de la Légion internationale publiée par l'Ukraine aurait montré des volontaires américains.

### Finlande
Il n'existe aucune information concernant le nombre de Finlandais partis rejoindre le combat en Ukraine d'après le ministère finlandais des Affaires étrangères. Selon un rapport de Helsingin-Sanomat (en finnois), les Forces armées finlandaises ne recommandent ni ne conseillent aux Finlandais de postuler pour se battre pour une cause étrangère.

### France
Hervé Grandjean, porte-parole du ministère des Armées, estime que des volontaires individuels pourront être « intégrés dans un corps de volontaires ukrainiens » ; « nous ne pouvons pas les empêcher de partir, [mais] nous ne pouvons pas non plus sanctionner ce type de projet » sauf s’ils sont déjà militaires employés par l’armée française (ils n’ont alors pas le droit de rejoindre une zone de conflit de leur propre chef).
L'appel de Zelensky provoque un écho important en France avec un intérêt estimé à des milliers de personnes, certains ayant déjà rejoint l'Ukraine à compter du 3 mars. La Légion étrangère française empêche les légionnaires actuellement en service de servir en Ukraine,,, qu’ils aient la nationalité française ou non (même ukrainienne).
Fin mars 2022, 150 Français participent aux combats dans le camp ukrainien. Selon Mediapart, une centaine d'entre eux sont « sans affiliation politique connue », une trentaine sont proches de l'extrême droite et une quinzaine de l'extrême gauche. Un nombre inconnu de volontaires parmi les différents régiments de l'armée participent également à la défense de l'Ukraine.[réf. nécessaire]

### Géorgie
Le 28 février, 50 volontaires géorgiens arrivent en Ukraine pour « secourir un groupe de volontaires géorgiens, secourir les blessés en Ukraine et, si nécessaire, prendre part aux hostilités. Une cinquantaine de personnes réussissent à passer la frontière en traversant la douane de Sarpi », note la Georgian Radio Free.
La Géorgie ayant déjà eu des conflits militaires avec la Russie lors de la guerre d'Abkhazie de 1992 et de la guerre de 2008, de nombreux Géorgiens ont sympathisé avec les Ukrainiens et rejoint la lutte contre les Russes. Les Géorgiens et les Ukrainiens ont l'habitude d'envoyer des volontaires dans les pays de l'autre pendant les périodes de conflit ou de s'entraider sur les questions politiques et humanitaires pendant les guerres susmentionnées. Les Géorgiens soutiennent l'Ukraine depuis le début du conflit russo-ukrainien. L'Ukraine a déjà établi un bataillon de combattants géorgiens appelé Légion géorgienne depuis la guerre du Donbass, mais de nouveaux volontaires rejoindront la nouvelle Légion internationale pour la défense territoriale de l'Ukraine.
Le 1er mars, un nouveau groupe de volontaires devait s'envoler pour l'Ukraine mais le gouvernement géorgien annule leur vol au dernier moment. En réponse, le président ukrainien Volodymyr Zelensky dénonce la « position immorale » du gouvernement géorgien et rappelé l'ambassadeur d'Ukraine en Géorgie.
L'ancien ministre géorgien de la Défense, Irakli Okrouachvili, accompagné de volontaires, s'est rendu en Ukraine et s'est joint à l'appel aux armes pour défendre l'Ukraine contre la Russie. Son escouade a ensuite rejoint la Légion internationale.

### Grèce
L'ambassade d'Ukraine à Athènes, début mars 2022, reçoit des dizaines de demandes de citoyens grecs et de la diaspora ukrainienne demandant des informations sur la manière dont ils pourraient rejoindre la Légion internationale.

### Hongrie
Selon Sky News, au moins un Hongrois, Akos Horvath, s'est rendu en Ukraine pour rejoindre la Légion internationale en mars 2022.

### Inde

#### Position officielle
L'ambassade d'Ukraine en Inde publie sur Twitter un appel aux volontaires pour rejoindre Ukraine début mars 2022, mais est ultérieurement supprimé après l'opposition du ministère indien des Affaires extérieures. Le droit interne indien interdit clairement les combattants étrangers en vertu du chapitre VI, section 121-130 du Code pénal indien. Les combattants étrangers peuvent être condamnés à sept ans de prison à leur retour en Inde.

#### Combattants étrangers
Plus de cinq cents Indiens de tout le pays, dont certains vétérans, auraient soumis des candidatures volontaires pour rejoindre la Légion internationale.
Cependant, un seul étudiant indien de 21 ans combattant à Kharkiv est connu pour avoir rejoint la Légion nationale géorgienne en 2022. Plus tard, la famille de l'étudiant déclara que celui-ci souhaitait quitter l'unité et retourner chez lui en Inde.
La première photo de la Légion internationale publiée par l'Ukraine aurait montré un volontaire indien. L'homme apparaissant sur la photo serait l'étudiant de 21 ans ayant rejoint la Légion nationale géorgienne un peu plus tôt.

### Iran
Selon Sky News, au début de mars 2022, au moins un Iranien aurait rejoint l'Ukraine pour rejoindre la Légion internationale.

### Irak
Oz Katerji, un correspondant de guerre indépendant basé à Kyïv, tweete le 1er mars qu'« un groupe de Kurdes irakiens a rejoint la légion étrangère ukrainienne » pour lutter contre la Russie.

### Irlande
Brendan Murphy, un volontaire irlandais voyageant en Ukraine, déclare dans une interview publiée le 2 mars 2022 que des Irlandais sont déjà arrivés dans le pays pour combattre avec la Légion internationale. Selon lui, « les premiers vétérans irlandais — devant avoir une expérience militaire — sont arrivés en Ukraine hier soir, ce qui fait plaisir à voir car ils arborent le drapeau tricolore irlandais au bras ».

### Israël
Les initiatives ukrainiennes pour recruter des Israéliens débutent le 26 février en parallèle d'un mouvement de protestation impliquant des milliers d'Israéliens contre l'invasion russe de l'Ukraine,. De nombreux manifestants ont tissé des liens avec l'Ukraine ou d'autres pays post-soviétiques, mais aussi un important contingent d'Israéliens n'ayant aucun lien avec l'ex-URSS. L'ambassade d'Ukraine se concentre sur le recrutement d'Israéliens via sa page Facebook.
Début mars, des Israéliens ayant été recrutés se dirigent vers l'Ukraine. La plupart sont des vétérans des forces de défense israéliennes principalement d'origine ukrainienne, russe ou d'autres racines des pays de l'ex-URSS. Quelques recrues d'origine Druzes israélienne et américano-israélienne sont également signalées.

### Italie
Avant la formation de la Légion internationale, environ 50 à 60 ressortissants italiens ont rejoint l'Ukraine en tant que combattants étrangers avant l'invasion russe de l'Ukraine en 2022. 25 à 30 combattants ont rejoint les forces ukrainiennes et 25 à 30 combattants les forces séparatistes du Donbass
.
Début mars 2022, le consulat d'Ukraine à Milan publié sur Facebook une invitation aux Italiens à rejoindre la Légion internationale, mais la publication sera ensuite supprimée. La loi italienne n'interdit pas l'enrôlement dans une armée étrangère, bien qu'il existe des dispositions interdisant l'organisation dudit enrôlement, ainsi que les mercenaires.

### Japon
Le 1er mars, le ministre des Affaires étrangères Yoshimasa Hayashi déclare : « Je suis conscient d'une telle demande par l'ambassade d'Ukraine au Japon (recrutement de soldats volontaires), mais je voudrais que vous vous absteniez de vous rendre en Ukraine, quel que soit votre objectif ».
Au 2 mars 2022, 70 hommes japonais postulent pour rejoindre de la Légion étrangère. 50 d'entre eux sont d'anciens membres des Forces japonaises d'autodéfense et deux autres d'anciens membres de la Légion étrangère française. Une société anonyme à Tokyo aide l'ambassade pour le recrutement de candidats potentiels.

### Kosovo
La loi kosovare interdit la participation à des groupes armés étrangers. Malgré cela, deux citoyens kosovars auraient voyagé pour rejoindre la Légion internationale début mars 2022.
En Suisse, 35 personnes ont contacté l'ambassade à Berne début mars 2022 pour rejoindre la Légion internationale, dont des résidents étrangers, notamment plusieurs membres de la diaspora kosovare.

### Lettonie
La Saeima de Lettonie approuve à l'unanimité l'immunité de poursuites pour les volontaires lettons souhaitant rejoindre le combat aux côtés de l'armée ukrainienne,.
Le 8 mars 2022, un membre du Saeima Juris Jurašs des Conservateurs se porte volontaire pour se battre avec ses compatriotes lettons en Ukraine.

### Lituanie
Le 7 mars 2022, Time rapporte qu'environ deux cents Lituaniens se sont inscrits pour combattre à l'ambassade d'Ukraine.
La première photo de la Légion internationale publiée par l'Ukraine aurait montré des volontaires lituaniens.

### Macédoine du Nord
Le 8 mars 2022, l'ambassade d'Ukraine publie un appel aux volontaires sur les réseaux sociaux. Cependant, la loi macédonienne interdit de rejoindre des armées étrangères. Aucun cas de citoyens macédoniens se rendant en Ukraine pour rejoindre la Légion internationale n'a été signalé.

### Mexique
Début mars 2022, le Service d'État des communications spéciales et de la protection de l'information de l'Ukraine signale que des volontaires mexicains ont rejoint la Légion internationale pour défendre Kyïv.
La première photo de la Légion internationale publiée par l'Ukraine aurait montré des volontaires mexicains.

### Moldavie
Lors d'une conférence de presse le 28 février 2022, la question sur les citoyens Moldaves voulant rejoindre la Légion internationale est abordée. La Première ministre de Moldavie, Natalia Gavrilița, répond : « Nous sommes un pays neutre et nous agirons à la lumière de la neutralité. Le gouvernement de la république de Moldavie n'est pas impliqué dans de telles actions ».

### Monténégro
En mars 2022, le Front démocratique exhorte les autorités monténégrines à prendre des mesures pour arrêter le recrutement de combattants volontaires pour la guerre en Ukraine, après l'appel sur Facebook de l'ambassade d'Ukraine à Podgorica. La loi monténégrine criminalise la participation à des conflits étrangers et les personnes reconnues coupables encourent des peines de prison pouvant aller jusqu'à dix ans.

### Nigeria
Le 7 mars 2022, le ministère nigérian des Affaires étrangères déclare que les citoyens nigérians ne sont pas autorisés à servir de mercenaires ou de volontaires étrangers pour l'Ukraine.

### Norvège
Le 7 mars 2022, l'ambassade d'Ukraine en Norvège estime que trois cents ressortissants norvégiens se sont inscrits pour du volontariat à leur ambassade, d'après le magazine Time.

### Nouvelle-Zélande
La Nouvelle-Zélande émet un avertissement de « ne pas voyager » pour l'Ukraine. Malgré cela, plus de cinq cents Néo-Zélandais ont tenté de se porter volontaires pour combattre contre la Russie. Au 6 mars 2022, il n'y a aucune information concernant l'adhésion des Néo-Zélandais à la Légion internationale.

### Pays-Bas
La ministre de la Défense, Kajsa Ollongren, conseille aux ressortissants néerlandais de ne pas se rendre en Ukraine. De plus, le code militaire néerlandais interdit aux soldats néerlandais actifs de rejoindre une armée étrangère et la loi néerlandaise interdit aux civils de s'enrôler dans une armée ennemie dans une guerre à laquelle les Pays-Bas participent. Cependant, il peut être légal pour les civils néerlandais de rejoindre la Légion internationale.
Le 4 mars 2022, l'ambassade d'Ukraine à La Haye refuse de commenter le nombre de volontaires néerlandais. Au 7 mars 2022, on estime qu'environ deux cents Néerlandais ont tenté de rejoindre la Légion à l'ambassade d'Ukraine à La Haye. Selon le coordinateur national de l'ambassade d'Ukraine pour la Légion internationale, Gert Snitselaar, quarante volontaires ont quitté les Pays-Bas pour l'Ukraine.

### Pérou
Un ancien soldat péruvien démobilisé de l'armée péruvienne, César Eduardo Pérez Farfán, se serait rendu en Ukraine pour rejoindre la Légion internationale.

### Pologne
Les citoyens polonais ne peuvent rejoindre l'armée de pays étrangers qu'après approbation d'une demande écrite par le ministère polonais de la Défense nationale. Plusieurs conditions formelles doivent être remplies pour délivrer un permis. Entre autres, pour ne pas violer les intérêts de la Pologne, il est interdit pour un militaire actif de rejoindre l'armée d'un pays étranger. Un groupe impliquant moins 30 personnes souhaitant rejoindre la Légion internationale se seraient organisés pour débuter une formation militaire.

### Portugal
Le gouvernement ukrainien déclare le 4 mars 2022 que « certains Portugais » combattent déjà dans la Légion internationale de défense territoriale. Vitaliy Mukhin, porte-parole du gouvernement, n'a pas précisé le nombre concret de Portugais se trouvant déjà sur le territoire ukrainien.

### Roumanie
Des dizaines de Roumains ont fait part de leur intérêt à l'ambassade d'Ukraine à Bucarest pour rejoindre la Légion internationale créée par le président Volodymyr Zelensky.

### Royaume-Uni
La ministre des Affaires étrangères du Royaume-Uni, Liz Truss, déclare : « le peuple ukrainien se bat pour la liberté et la démocratie, pas seulement pour l'Ukraine mais aussi pour l'ensemble de l'Europe, car c'est ce que le Président Vladimir Poutine conteste. Et absolument, si les gens veulent soutenir cette lutte, je les soutiendrais dans cette démarche ». Cette annonce n'est pas approuvée par le bureau de Boris Johnson, et est également critiquée par plusieurs politiciens estimant que les volontaires enfreignent la loi de 1870 sur l'enrôlement à l'étranger. Ceux souhaitant se rendre en Ukraine agissent en violation des lois antiterroristes britanniques, bien que des experts juridiques estiment peu probable l'annonce de poursuites en raison du soutien du gouvernement britannique à la résistance armée de l'Ukraine.
Des sources ukrainiennes estiment que six mille Britanniques ont manifesté leur intérêt pour rejoindre la Légion. Selon The Times, plus de 150 anciens parachutistes vétérans de la guerre d'Afghanistan se sont joints et se rendent sur la ligne de front. Les responsables militaires britanniques ordonnent au personnel régulier et de réserve de ne pas se rendre en Ukraine.
La première photo de la Légion internationale publiée par l'Ukraine aurait montré des volontaires du Royaume-Uni.

### Sénégal
Le 3 mars, le ministère sénégalais des Affaires étrangères condamne une publication sur les réseaux sociaux de l'ambassade ukrainienne du pays appelant au volontariat. Cette annonce est illégale en vertu de la loi sénégalaise. L'ambassadeur d'Ukraine au Sénégal a été convoqué et invité à la retirer. 36 ressortissants sénégalais ont tenté de se porter volontaires à l'ambassade d'Ukraine à Dakar.

### Serbie
La loi serbe interdit à ses ressortissants de participer à des conflits étrangers. En mars 2022, le président serbe Aleksandar Vučić déclare : « En ce qui concerne les volontaires, puisque les deux parties ont appelé à des volontaires, le code pénal serbe — et nous le modifierons pour être plus strict — interdit la participation à tout conflit qui ne défend pas l'intégrité territoriale de la Serbie. Tous ceux qui pensent qu'ils devraient prendre part à une guerre, nous les punirons sévèrement conformément à notre constitution et à nos lois ».

### Singapour
Selon Vivian Balakrishnan, ministre singapourien des Affaires étrangères, les Singapouriens ne doivent se battre que pour les intérêts de la sécurité nationale singapourienne et ne pas se battre ailleurs, même pour de nobles raisons.
Le ministère singapourien de l'intérieur déclare que les Singapouriens se trouvant en Ukraine sont responsables de toute infraction pénale commise en dehors de Singapour, en particulier lorsqu'ils combattent des forces soutenues par la Russie, les contrevenants étant passibles d'une peine d'emprisonnement de 15 ans à la perpétuité.

### Slovaquie
Certains citoyens slovaques ont indiqué vouloir combattre au sein de la Légion internationale, selon le ministre de la Défense Jaroslav Naď. Cependant, il est illégal pour les citoyens slovaques de rejoindre une armée étrangère sans autorisation du gouvernement slovaque.

### Suède
Des centaines de volontaires militaires suédois se sont enrôlés dans la Légion internationale pour l'Ukraine, selon le journal suédois Svenska Dagbladet.
Anders Östlund, un Suédois vivant à Kiev, annonce qu'environ quatre cents volontaires se sont déjà inscrits. Il écrit : « Environ 400 Suédois se sont jusqu'à présent engagés comme volontaires dans l'armée ukrainienne. Pas mal pour un petit pays, quelques jours seulement après la demande de volontaires militaires ».
La première photo de la Légion internationale publiée par l'Ukraine aurait montré des volontaires suédois.

### Suisse
Début mars, trente-cinq personnes ont contacté l'ambassade d'Ukraine à Berne pour rejoindre la Légion. Parmi ces volontaires, trois personnes sont de nationalité suisse.
Selon l'article 94 du Code pénal militaire suisse, ce service est interdit aux Suisses sans l'accord du Conseil fédéral, sous peine d'amende ou de privation de liberté d'une durée maximale de trois ans.

### Syrie
La Russie aurait recruté des ressortissants syriens opérant aux côtés du groupe Wagner.
Certains membres de groupes opposés à Bachar el-Assad dans la guerre civile syrienne ont tenté de se rendre en Ukraine, motivés par le soutien de la Russie au régime d'Assad.

### Taïwan
Le ministère taïwanais des Affaires étrangères répondit à une question lors d'une conférence de presse concernant la position officielle à l'égard de tout ressortissant taïwanais souhaitant rejoindre la Légion internationale dans la guerre d'Ukraine. Il cite : « la position constante du gouvernement est d'appeler tous les ressortissants taïwanais à éviter de se rendre dans l'Ukraine, en raison de la détérioration de la situation qui s'y trouve. Le gouvernement comprend parfaitement le sentiment de ses ressortissants qui veulent défendre la justice et apporter leur soutien à l'Ukraine. Cependant, du point de vue de la protection de la sécurité de son peuple et risque de guerre, le gouvernement déconseille à ses ressortissants de s'y rendre »,.
En raison de l'absence de relations diplomatiques formelles entre l'Ukraine et Taïwan, aucune mission diplomatique n'est établie de part et d'autre. Le bureau de représentation de la Pologne à Taipei suggère que les volontaires taïwanais doivent d'abord se rendre en Pologne et s'enrôler auprès de l'ambassade d'Ukraine à Varsovie. Le bureau polonais à Taipei ne désire communiquer aucune information.

### Tchéquie
Les citoyens tchèques sont autorisés à rejoindre les forces armées d'autres pays en tant que volontaires étrangers s'ils obtiennent l'approbation du président de la République tchèque. Le 28 février, le président Miloš Zeman déclare qu'il serait favorable à l'autorisation de volontaires potentiels pour rejoindre la légion ukrainienne nouvellement formée. Le ministère de la Défense signalant ses premiers requérants. Le 3 mars, après une réunion, le Premier ministre tchèque Petr Fiala et le président Milos Zeman annonce l'immunité pour tous les volontaires tchèques qui rejoindront les forces de défense ukrainiennes sans approbation officielle.

### Tchétchénie
Le bataillon Djokhar Doudaïev, le bataillon Cheikh Mansour, ou le bataillon spécial séparé d'Itchkérie, sont composés de tchétchènes, dont certains ont été forcés de quitter leur patrie et de vivre en Europe occidentale. Depuis mars 2022, ils sont devenus membres de la Légion internationale de défense territoriale de l'Ukraine. Il y a également dans ces bataillons des Ukrainiens, des Russes, des Ingouches, des Azerbaïdjanais, des Tatars , etc.

### Thaïlande
Le gouvernement thaïlandais déclare qu'aucune loi n'interdit aux citoyens thaïlandais de se porter volontaires pour combattre dans des légions étrangères, mais qu'ils doivent « considérer le grave danger potentiel [sic] alors que les forces russes pilonnent les villes ukrainiennes avec des armes lourdes ».
Plus de deux mille militants pro-démocratie en Thaïlande ont tenté de s'inscrire pour rejoindre la Légion internationale. L'ambassade d'Ukraine à Bangkok garde le nombre de volontaires secret.

### Turquie
La Turquie ne dispose d'aucune loi interdisant les combattants étrangers, mais les poursuit fréquemment à leur retour en Turquie pour avoir enfreint les lois pénales ou antiterroristes. Les autorités turques n'ont émit aucun commentaire sur l'adhésion de citoyens turcs à la guerre en Ukraine.
Des reportages turcs confirment que certains citoyens turcs et membres de la diaspora turque ont tenté de rejoindre la légion internationale. Un groupe aurait porté des uniformes distinctifs avec le drapeau turc et les symboles des Loups gris, un groupe turc ultranationaliste. D'autres ressortissants turcs ont été refoulés de la Légion internationale.

### Venezuela
Dans la capitale ukrainienne, un Vénézuélien et sa femme combattent au sein de la Légion internationale.

### Viêt Nam
En vertu de l'article 425 du code pénal vietnamien, il stipule que quiconque se bat en tant que mercenaire pour lutter contre un autre pays sera emprisonné de 5 à 15 ans.

## Pertes
| Pays             | Volontaires tué(s) | Source(s) |
| ---------------- | ------------------ | --------- |
| Géorgie          | 29                 | [ 193 ]   |
| Biélorussie      | 16                 | [ 194 ]   |
| États-Unis       | 11                 | [ 195 ]   |
| Azerbaïdjan      | 9                  | ,         |
| France           | 6                  | ,         |
| Brésil           | 3                  | ,         |
| Colombie         | 3                  | [ 205 ]   |
| Royaume-Uni      | 3                  | ,         |
| Pologne          | 6                  | [ 208 ]   |
| Suède            | 3                  | [ 209 ]   |
| Australie        | 4                  | [ 210 ]   |
| Pays-Bas         | 2                  | [ 211 ]   |
| Allemagne        | 1                  | [ 212 ]   |
| Canada           | 2                  | [ 213 ]   |
| Corée du Sud     | 5                  | [ 214 ]   |
| Croatie          | 1                  | [ 215 ]   |
| Danemark         | 1                  | [ 216 ]   |
| Espagne          | 1                  |           |
| Irlande          | 1                  | [ 217 ]   |
| Israël           | 1                  |           |
| Italie           | 1                  | [ 218 ]   |
| Nouvelle-Zélande | 1                  | [ 219 ]   |
| Tchéquie         | 1                  | [ 220 ]   |
| 🇧🇪 Belgique      | 2                  |           |
| TOTAL            | 110                | 110       |

| Date           | Nationalité      | Nom            | Prénom           | Age | Circonstances                                                                                                 | Source(s) |
| -------------- | ---------------- | -------------- | ---------------- | --- | --- | --------- |
| 5 déc. 2022    | Pologne          | Krzysztof      | Tyfel            | -   | Tué dans des frappes d'artillerie russes à Bakhmut                                                            | -         |
| 5 déc. 2022    | Pologne          | Szeremet       | Janusz           | -   | Tué dans des frappes d'artillerie russes à Bakhmut                                                            | -         |
| 4 déc. 2022    | Géorgie          | Khoperia       | Jaba             | -   | Tué au combat dans une encerclement près de Bakhmout                                                          | -         |
| 4 déc. 2022    | Géorgie          | Aladashvili    | Merab            | -   | Tué au combat dans une encerclement près de Bakhmout                                                          | -         |
| 4 déc. 2022    | Géorgie          | Markelia       | Badri            | -   | Tué au combat dans une encerclement près de Bakhmout                                                          | -         |
| 4 déc. 2022    | Géorgie          | Kvaratskhelia  | Romeo            | -   | Tué au combat dans une encerclement près de Bakhmout                                                          | -         |
| 4 déc. 2022    | Géorgie          | Pichkhaya      | Romeo            | -   | Tué au combat dans une encerclement près de Bakhmout                                                          | -         |
| 4 déc. 2022    | Géorgie          | Rurua          | Avto             | -   | Tué au combat dans une encerclement près de Bakhmout                                                          | -         |
| 30 oct. 2022   | Géorgie          | Gagnidze       | Guga             | 40  | Tué au combat dans une embuscade près de Bakhmout                                                             | [ 221 ]   |
| 21 oct. 2022   | Géorgie          | Kaplanishvili  | Mikhail          | -   | Tué par l'explosion d'une roquette près de Louhansk.                                                          | [ 222 ]   |
| 17 oct. 2022   | Azerbaïdjan      | Safarov        | Ali              | 48  | Tué par l'explosion d'un drone kamikaze dans la région de Kiev.                                               | [ 223 ]   |
| 14 oct. 2022   | Biélorussie      | Shavelsky      | Mikhail          | 21  | Tué par un éclat d'obus alors qu'il portait secours à un blessé.                                              | [ 65 ]    |
| 10 oct. 2022   | Azerbaïdjan      | Mammadov       | Ruslan           | 38  | Tué au combat près de Kherson.                                                                                | [ 224 ]   |
| 10 oct. 2022   | Géorgie          | Kvaratskhelia  | Edisher          | 44  | Tué par l'explosion d'une roquette.                                                                           | [ 225 ]   |
| 6 oct. 2022    | Colombie         | Bohorquez      | Jorge            | -   | Blessé au combat, mort de ses blessures.                                                                      | [ 226 ]   |
| 5 oct. 2022    | Irlande          | Mason          | Rory             | 23  | Tué au combat.                                                                                                | [ 217 ]   |
| 3 oct. 2022    | États-Unis       | Partridge      | Dane             | -   | Tué au combat par un éclat de shrapnel à la tête.                                                             | [ 227 ]   |
| 3 oct. 2022    | Biélorussie      | -              | -                | -   | Tué au combat.                                                                                                | [ 228 ]   |
| 26 sept. 2022  | Biélorussie      | Veshchevailov  | Alexey           | -   | Tué au combat près de Bakhmout.                                                                               | [ 229 ]   |
| 20 sept. 2022  | Italie           | Galli          | Benjamin Giorgio | 27  | Tué au combat.                                                                                                | [ 218 ]   |
| 20 sept. 2022  | Pays-Bas         | -              | -                | 27  | Tué au combat.                                                                                                | [ 230 ]   |
| 13 sept. 2022  | Croatie          | Fabjianic      | Andro            | 29  | Tué par l'explosion d'une mine antichar.                                                                      | [ 215 ]   |
| 7 sept. 2022   | Suède            | -              | -                | -   | Tué au combat par l'explosion d'une grenade à main.                                                           | [ 231 ]   |
| 7 sept. 2022   | Suède            | -              | -                | -   | Tué au combat par l'explosion d'une grenade à main.                                                           | [ 231 ]   |
| 5 sept. 2022   | Biélorussie      | -              | -                | -   | Tué au combat près de Kherson.                                                                                | [ 232 ]   |
| 5 sept. 2022   | Israël           | Fialka         | Dima             | 39  | Tué au combat.                                                                                                | [ 233 ]   |
| 28 août 2022   | Colombie         | Muñoz          | Jaime            | 38  | Tué par un booby-trap russe près de Kharkiv.                                                                  | [ 234 ]   |
| 27 août 2022   | Géorgie          | -              | -                | -   | Tué au combat près de Kramatorsk.                                                                             | [ 235 ]   |
| 26 août 2022   | Azerbaïdjan      | Huseynov       | Said             | -   | Tué au combat près de Mykolaiv.                                                                               | [ 236 ]   |
| 26 août 2022   | États-Unis       | -              | -                | 24  | Tué au combat.                                                                                                | [ 237 ]   |
| 25 août 2022   | Nouvelle-Zélande | Abelen         | Dominic          | 28  | Tué au combat.                                                                                                | [ 219 ]   |
| 24 août 2022   | Australie        | Danahay        | Jed              | 27  | Tué au combat près d'Izioum.                                                                                  | [ 238 ]   |
| 24 août 2022   | Royaume-Uni      | Mackintosh     | Graig            | -   | Tué au combat.                                                                                                | [ 239 ]   |
| 18 août 2022   | Géorgie          | Jokhadze       | Berdia           | -   | Tué au combat près de Kherson.                                                                                | [ 240 ]   |
| 16 août 2022   | Azerbaïdjan      | Agalov         | Elshad           | -   | Tué au combat.                                                                                                | [ 198 ]   |
| 29 juill. 2022 | Biélorussie      | -              | -                | -   | Tué au combat.                                                                                                | [ 241 ]   |
| 22 juill. 2022 | Colombie         | Marquez        | Christhian       | 32  | Tué au combat à Izioum.                                                                                       | [ 205 ]   |
| 18 juill. 2022 | États-Unis       | Lucyszyn       | Luke             | -   | Tué au combat près de Siversk, tué par un tir d'obus de char.                                                 | [ 213 ]   |
| 18 juill. 2022 | États-Unis       | Young          | Bryan            | -   | Tué au combat près de Siversk, tué par un tir d'obus de char.                                                 | [ 213 ]   |
| 18 juill. 2022 | Suède            | Patrignani     | Edvard           | 28  | Tué au combat près de Siversk, tué par un tir d'obus de char.                                                 | [ 209 ]   |
| 18 juill. 2022 | Canada           | Roy-Sirois     | Emile-Antoine    | 31  | Tué au combat près de Siversk, tué par un tir d'obus de char.                                                 | [ 213 ]   |
| 18 juill. 2022 | Pologne          | Valentek       | Tomasz           | -   | Tué au combat.                                                                                                | [ 208 ]   |
| 17 juill. 2022 | Azerbaïdjan      | Gulamov        | Karim            | 34  | Tué au combat.                                                                                                | [ 242 ]   |
| 10 juill. 2022 | Géorgie          | Gogol          | Kahka            | -   | Tué dans un bombardement dans l'oblast de Louhansk.                                                           | [ 243 ]   |
| 4 juill. 2022  | France           | Landes         | Sébastien        | 28  | Tué au combat près d'Izioum. Ancien du 1er RCP de l'armée de Terre française.                                 | [ 244 ]   |
| 2 juill. 2022  | Brésil           | Burigo         | Douglas          | 40  | Tué dans un bombardement près de Kharkiv.                                                                     | [ 204 ]   |
| 2 juill. 2022  | Brésil           | Do Valle       | Thalita          | 39  | Tué dans un bombardement près de Kharkiv.                                                                     | [ 204 ]   |
| 26 juin 2022   | Biélorussie      | Marchuk        | Ivan             | -   | Tué au combat à Lyssytchansk.                                                                                 | [ 245 ]   |
| 25 juin 2022   | France           | Dugay-Leyoudec | Adrien           | 20  | Tué par une frappe d'artillerie près de Kharkiv.                                                              | [ 200 ]   |
| 18 juin 2022   | Espagne          | Martinez       | Angel            | 31  | Tué au combat.                                                                                                | [ 246 ]   |
| 18 juin 2022   | Géorgie          | Zviadauri      | Aluda            | -   | Tué au combat à Sievierodonetsk.                                                                              | [ 247 ]   |
| 18 juin 2022   | Géorgie          | -              | -                | -   | Tué au combat.                                                                                                | [ 247 ]   |
| 18 juin 2022   | Géorgie          | -              | -                | -   | Tué au combat.                                                                                                | [ 247 ]   |
| 10 juin 2022   | Royaume-Uni      | Gatley         | Jordan           | -   | Tué au combat à Sievierodonetsk.                                                                              | [ 207 ]   |
| 10 juin 2022   | Tchéquie         | J.             | Michal           | -   | Tué par un tir de mortier près de Donetsk.                                                                    | ,         |
| 6 juin 2022    | Géorgie          | Grigolia       | Giorgi           | -   | Tué au combat près de Bakhmout.                                                                               | [ 249 ]   |
| 5 juin 2022    | Brésil           | Bahi           | André            | 43  | Tué au combat à Sievierodonetsk.                                                                              | [ 203 ]   |
| 2 juin 2022    | Allemagne        | Clavis         | Björn-Benjamin   | -   | Tué au combat.                                                                                                | [ 212 ]   |
| 2 juin 2022    | France           | Blériot        | Wilfried         | 32  | Tué par une frappe d'artillerie près de Kharkiv.                                                              | [ 199 ]   |
| 25 mai 2022    | Australie        | O'Neill        | Michael          | 47  | Tué au combat.                                                                                                | [ 210 ]   |
| 16 mai 2022    | Biélorussie      | Volat          | Pavel            | -   | Tué au combat.                                                                                                | [ 250 ]   |
| 15 mai 2022    | États-Unis       | Zabielski      | Stephen          | 52  | Tué au combat en déclenchant une mine.                                                                        | [ 251 ]   |
| 15 mai 2022    | Géorgie          | Shurghaia      | Rati             | 38  | Tué au combat à Izioum.                                                                                       | [ 252 ]   |
| 12 mai 2022    | Géorgie          | Bigvava        | Tato             | 27  | Tué par un tir de missile anti-bunker à Marioupol.                                                            | [ 253 ]   |
| 4 mai 2022     | Pays-Bas         | Vogelaar       | Ronald           | 55  | Tué par une frappe d'artillerie près de Kharkiv.                                                              | [ 211 ]   |
| 4 mai 2022     | Azerbaïdjan      | Mammadov       | Fuad             | -   | Tué au combat près de Donetsk.                                                                                | [ 254 ]   |
| 28 avr. 2022   | Biélorussie      | Dzuybaylo      | Konstantin       | 34  | Tué par une frappe d'artillerie près de Marinka.                                                              | [ 255 ]   |
| 25 avr. 2022   | Royaume-Uni      | Sibley         | Scott            | 36  | Tué au combat à Mykolaïv.                                                                                     | [ 206 ]   |
| 25 avr. 2022   | Danemark         | -              | -                | 25  | Tué au combat à Mykolaïv.                                                                                     | [ 216 ]   |
| 25 avr. 2022   | États-Unis       | Cancel         | Willy            | 22  | Tué au combat à Mykolaïv.                                                                                     | [ 195 ]   |
| 23 avr. 2022   | Géorgie          | Orbeladze      | Vitaly           | 46  | Tué au combat à Izioum.                                                                                       | [ 256 ]   |
| 22 avr. 2022   | Corée du Sud     | -              | -                | -   | Tué au combat.                                                                                                | [ 214 ]   |
| 16 avr. 2022   | Géorgie          | Tsaava         | Alika            | -   | Tué au combat à Roubijne.                                                                                     | [ 257 ]   |
| 16 avr. 2022   | Géorgie          | Bitsadze       | Zaza             | -   | Tué au combat à Roubijne.                                                                                     | [ 257 ]   |
| 16 avr. 2022   | Géorgie          | Kasradze       | Arkadi           | -   | Tué au combat à Roubijne.                                                                                     | [ 257 ]   |
| 12 avr. 2022   | Biélorussie      | Rubasheuski    | Zmitser          | 32  | Tué par une frappe d'artillerie près de Louhansk.                                                             | [ 258 ]   |
| 9 avr. 2022    | Géorgie          | Menabdishvili  | David            | 49  | Tué par une frappe d'artillerie à Izioum.                                                                     | [ 259 ]   |
| 9 avr. 2022    | Géorgie          | Shanava        | Nika             | 21  | Tué par une frappe d'artillerie à Izioum.                                                                     | [ 259 ]   |
| 27 mars 2022   | Azerbaïdjan      | Hasanov        | Elmur            | 29  | Tué au combat à Irpin.                                                                                        | [ 196 ]   |
| 26 mars 2022   | Géorgie          | Gobejishvili   | David            | 51  | Tué au combat à Irpin.                                                                                        | [ 260 ]   |
| 24 mars 2022   | Biélorussie      | Apanasovich    | Zmitser          | 32  | Tué au combat à Irpin.                                                                                        | [ 261 ]   |
| 19 mars 2022   | Géorgie          | Chikobava      | Bakhva           | 54  | Tué par une frappe d'artillerie à Marioupol lors du siège de la ville.                                        | [ 262 ]   |
| 18 mars 2022   | Géorgie          | Beriashvili    | George           | -   | Tué au combat à Irpin.                                                                                        | [ 262 ]   |
| 18 mars 2022   | Géorgie          | Ratiani        | David            | -   | Tué au combat en déclenchant une mine à Irpin.                                                                | [ 262 ]   |
| 13 mars 2022   | Biélorussie      | Skoble         | Alexei           | 31  | Tué au combat dans une embuscade près de Kiev                                                                 | [ 194 ]   |
| 4 mars 2022    | Biélorussie      | Khrenov        | Ilya             | 27  | Blessé au combat à Boutcha, mort de ses blessures.                                                            | [ 194 ]   |
| 21 mars 2023   | France           | David          | Kevin            | 29  | Tué au combat à Bakhmout.                                                                                     | [ 263 ]   |
| 16 fév. 2023   | France           | Gallozzi       | Andreas          | 22  | Tué par une frappe d'artillerie à Svatove, près de Louhansk. Ancien du 17e RGP de l'armée de Terre française. | [ 264 ]   |
| 7 fév. 2023    | France           | D.             | David            | 50  | Tué par un éclat d'obus à la tête près de Donetsk.                                                            | [ 265 ]   |
| 18 juin 2022   | 🇧🇪 Belgique      | Dymyd          | Artem            | 27  | tué par un tir d'artillerie russe dans la région de Donetsk                                                   |           |

Le 13 mars 2022, la Russie annonce avoir tué « 180 mercenaires étrangers » dont 3 britanniques dans une frappe aérienne près de Yavoriv sans toutefois que les pertes puissent être confirmées.
Le 15 avril 2022, la Russie annonce avoir tué « 30 mercenaires polonais » dans une frappe aérienne près d'Izioum sans toutefois que les pertes puissent être confirmées.
Le 18 avril 2022, la Russie annonce avoir capturé « 2 mercenaires britanniques » lors de la reddition d'une unité ukrainienne dans la ville portuaire de Marioupol, l'information est par la suite confirmée par le Royaume-Uni, Shaunn Pinner, 48 ans et Aiden Aslin (en), 28 ans sont retenus par les forces armées Russes, puis condamnés à mort en juin.
Le 28 avril 2022, le Royaume-Uni annonce que l'un de ses ressortissants, combattant volontaire en Ukraine est porté disparu. L'annonce est faite en même temps que celle de la mort du premier combattant britannique dans le conflit.
Le 29 avril 2022, la Russie annonce avoir capturé « 2 espions britanniques » lors d'une opération militaire, deux humanitaires, Paul Urey, 55 ans et Dylan Healey, 22 ans sont rapportés manquants par une ONG britannique.
Le 17 juin 2022, le journal Russe Izvestia diffuse sur ces réseaux sociaux une vidéo présentant deux prisonniers américains capturés par les forces de la république populaire de Donetsk. Il s'agit d'Alexander Drueke, 39 ans et d'Andy Huynh, 27 ans, deux citoyens américains partis combattre du côté ukrainien. Le 20 juin le porte parole du Kremlin, Dmitri Peskov a annoncé que leur condamnation dépendra de l'enquête et inquiète les autorités américaines sur la possibilité d'une condamnation à mort,.

## Prisonniers
| Pays        | Prisonnier(s) | Libéré(s) | Disparu(s) | Mort(s) | TOTAL | Source(s) |
| ----------- | ------------- | --------- | ---------- | ------- | ----- | --------- |
| Royaume-Uni | -             | 5         | -          | 1       | 6     | [ 271 ]   |
| États-Unis  | 1             | 2         | 1          | -       | 4     | [ 272 ]   |
| Biélorussie | 2             | -         | -          | -       | 2     | [ 273 ]   |
| Croatie     | -             | 1         | -          | -       | 1     | [ 274 ]   |
| Israël      | 1             | -         | -          | -       | 1     | [ 275 ]   |
| Maroc       | -             | 1         | -          | -       | 1     | [ 276 ]   |
| Pérou       | -             | -         | 1          | -       | 1     | [ 277 ]   |
| Suède       | -             | 1         | -          | -       | 1     | [ 274 ]   |
| TOTAL       | 4             | 10        | 2          | 1       | 17    |           |

### Historique
- Bataillons de volontaires ukrainiens
- Légion internationale
- Brigades internationales
- Escadrille La Fayette, un escadron aérien de volontaires de la Première Guerre mondiale
- American Volunteer Group et Tigres volants, un escadron aérien de volontaires de la seconde guerre sino-japonaise